# Rymdens hjältar

Engelsk logotyp

Rymdens hjältar, eng. Legion of Super-Heroes, en grupp superhjältar i serier från DC Comics.
Rymdens hjältar uppträdde från början i en serie med Stålpojken som publicerades i USA i april 1958. Stålpojken träffade på en grupp ungdomar med superkrafter som hade färdats från framtiden för att be honom ansluta sig till dem. De hade slutit sig samman under namnet Rymdens hjältar för att bekämpa brott. Det visade sig att de hade Stålpojken som sin förebild, och han valdes in i gruppen och kom sedan att regelbundet återkomma till framtiden för att medverka i Rymdens hjältars verksamhet. Gruppen fick så småningom en helt egen serie som sedan har omskapats ett antal gånger. I nuvarande skepnad av serien finns Stålpojken inte med.[källa behövs] Rymdens hjältar har också en koppling till serien L.E.G.I.O.N.[källa behövs]
Rymdens hjältar hade en egen serietidning på svenska, som utgavs med 8 nummer per år 1980-81. Det var den tidigare serietidningen Stålpojken som bytte namn till Rymdens hjältar, eftersom den mer och mer endast fylldes med rymdhjältarnas äventyr. Under resten av 1980-talet publicerades äventyr översatta till svenska endast sporadiskt i tidningen Stålmannen.

## Medlemmar i Rymdens hjältar

### I den ursprungliga serien, publicerad fram till 1994
| Namn på svenska                          | Namn på engelska                           | Not                                         |
| Blixtpojken                              | Lightning Lad (också kallad Lightning Boy) | en av de tre som bildade Rymdens hjältar    |
| Saturnusflickan                          | Saturn Girl                                | en av de tre som bildade Rymdens hjältar    |
| Kosmospojken                             | Cosmic Boy                                 | en av de tre som bildade Rymdens hjältar    |
| Stålpojken                               | Superboy                                   |                                             |
| Stålflickan                              | Supergirl                                  |                                             |
| Kameleontpojken                          | Chameleon Boy                              |                                             |
| Osynlige pojken                          | Invisible Kid                              |                                             |
| Jättepojken                              | Colossal Boy                               |                                             |
| Stjärnpojken                             | Star Boy                                   |                                             |
| Dubbelflickan (tidigare Trillingflickan) | Duo Damsel (tidigare Triplicate Girl)      |                                             |
| Miniatyrflickan                          | Shrinking Violet                           |                                             |
| Solpojken                                | Sun Boy                                    |                                             |
| Studspojken                              | Bouncing Boy                               |                                             |
| Fantomflickan                            | Phantom Girl                               |                                             |
| Brainiac 5                               | Brainiac 5                                 |                                             |
| Ultrapojken                              | Ultra Boy                                  |                                             |
| Materieslukaren                          | Matter-Eater Lad                           |                                             |
| Mon-El                                   | Mon-El (också kallad Valor)                |                                             |
| Elementpojken                            | Element Lad                                |                                             |
| Viktflickan                              | Lightning Lass (också kallad Light Lass)   |                                             |
| Drömflickan                              | Dream Girl                                 |                                             |
| Karatepojken                             | Karate Kid                                 |                                             |
| Prinsessan Projekta                      | Princess Projectra                         |                                             |
| Järnpojken                               | Ferro Lad                                  |                                             |
| Skuggflickan                             | Shadow Lass                                |                                             |
| Vargen                                   | Timber Wolf                                |                                             |
| Kemikungen                               | Chemical King                              |                                             |
| Psykopojken                              | Kid Psycho                                 | reservmedlem                                |
| Lana Lang (som Insektsdrottningen)       | Lana Lang (som Insect Queen)               | reservmedlem                                |
| Jimmy Olsen (som ...)                    | Jimmy Olsen (som Elastic Lad)              | hedersmedlem som vän till Stålmannen        |
| Pete Ross                                | Pete Ross                                  | hedersmedlem som vän till Stålpojken        |
| Vildelden                                | Wildfire (också kallad Erg-1)              | kom med i serien på 1970-talet              |
| Morgonstjärnan                           | Dawnstar                                   | kom med i serien på 1970-talet              |
| Blok                                     | Blok                                       | kom med i serien på 1970-talet              |
| Tyroc                                    | Tyroc                                      | kom med i serien på 1970-talet              |
|                                          | Invisible Kid II                           | kom med i serien på 1980-talet              |
| Polarpojken                              | Polar Boy                                  | blev medlem i Rymdens hjältar på 1980-talet |
|                                          | Sensor Girl                                | kom med i serien på 1980-talet              |
|                                          | Quislet                                    | kom med i serien på 1980-talet              |
|                                          | Tellus                                     | kom med i serien på 1980-talet              |
|                                          | Magnetic Kid                               | kom med i serien på 1980-talet              |
|                                          | White Witch                                | kom med i serien på 1980-talet              |